# آمپارو وایه
آمپارو وایه (اسپانیایی: Amparo Valle‎؛ ۱۵ ژوئیهٔ ۱۹۳۷ – ۲۹ سپتامبر ۲۰۱۶) کارگردان نمایش و بازیگر اهل اسپانیا بود.
از فیلم‌ها یا مجموعه‌های تلویزیونی که وی در آن‌ها نقش داشته‌است می‌توان به دردسر قریب‌الوقوع، قزل‌آلا، همه چیز دروغ است و تصور آرژانتین اشاره نمود.